# Thomas Love Peacock

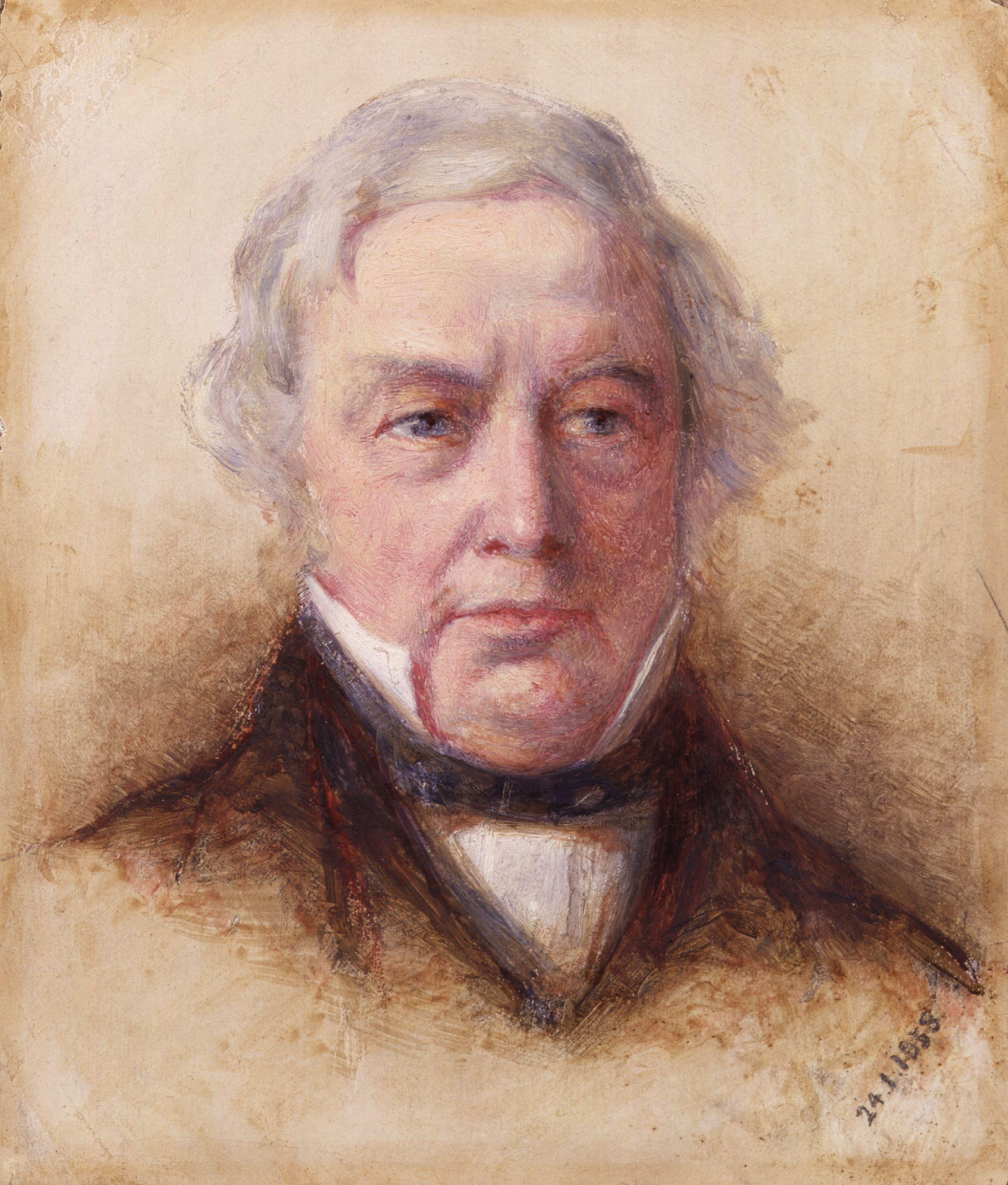
T. L. Peacock av Henry Wallis

Thomas Love Peacock, född 18 oktober 1785 i Weymouth, Dorset, död 23 januari 1866 i Lower Halliford, Surrey, var en brittisk författare och satiriker. Peacock var en nära vän till Percy Bysshe Shelley, och de utövade inflytande över varandras arbeten. Han skrev satiriska romaner, alla med samma grundläggande iscensättning— personer som sitter kring ett bord och diskuterar och kritiserar de senaste åsikterna inom filosofin.
Han var anställd vid British East India Company.

## Barndom och uppväxt
Thomas Love Peacock föddes i Weymouth i Dorset. Hans far ägde tillsammans med en partner, Mr Pellatt, en framstående firma i London som handlade med glas. Hans mor var dotter till Thomas Love, som tidigare varit styrman på ett krigsskepp. Det enda som är känt om Peacocks far, utöver hans yrke, är att han avled när Thomas var tre år gammal. Thomas flyttade då tillsammans med sin mor till hennes far i Chertsey och från det att han var åtta år gammal till dess han blev tretton var Peacock sedan elev vid en privatskola i Englefield Green.
Peacocks tidigaste litterära alster, varav några trycktes privat av sir Henry Cole, visar upp just den form av formell brådmognad som en skollärare kan ha uppskattat, medan de inte innehåller några som helst tecken på den märkliga humor som sedan kom att ge honom en plats i litteraturhistorien. Då är ett prisvinnande bidrag han gjorde till en tävling i The Juvenile Library mer intressant. Denna tidskrifts novelltävlingar blev en plantskola för flera pojkar som sedan kom att bli framstående författare, till exempel Leigh Hunt och Thomas de Quincey. År 1800 vann Peacock ett elftepris för sin uppsats om fördelarna hos historieskrivningen, respektive biografiskrivningen.
Vid sexton års ålder flyttade Peacock till London. I hans efterlämnade papper finns tecken på att han under en tid arbetade inom handeln, exakt med vad är okänt. Han började tillbringa mycket tid i läsrummet vid British Museum, en vana som han sedan fortsatte med i många år. Där studerade han bland annat grekiska, latin, franska och italienska genom att läsa källtexter. Ekonomiskt måste han, även om han inte var förmögen, ha varit oberoende, för år 1804 och sedan år 1806 gav han ut två poesisamlingar;The Monks of St. Mark och Palmyra, vilka knappast kan ha givit honom några inkomster.
Peacocks vänner, låter han själv förstå i sina kvarlämnade papper, ansåg att det var fel att en man av hans begåvning skulle tvingas leva under så små omständigheter. Hösten 1808 blev han anställd som privatsekreterare åt Sir Home Popham, som var amiral i flottan. Hans idealistiska kärlek till havet hjälpte honom inte att bättre kunna hantera praktiska marinfrågor. "Att skriva poesi, eller göra något annat rationellt, är i det närmaste en moralisk omöjlighet i detta flytande inferno. Jag skulle ge vad som helst för att få vara hemma och ägna vintern åt att skriva en komedi" skrev han. Han lyckades dock författa några förord och monologer till dramatiska framträdanden medan han befann sig ombord på amiralens skepp HMS Venerable. Hans smak för dramatik fick vid denna tid, och under de följande nio åren, utlopp i försök att skriva komedier och salongsfarser, vilka samtliga är tämligen misslyckade då dialogen är tung och otymplig, och händelserna och humorn känns överarbetade.  Han lämnade Venerable i mars 1809, och år 1810 publicerades en episk dikt, "The Genius of the Thames", som han hade påbörjat arbetet med redan år 1807.

## Vänskapen med Shelley

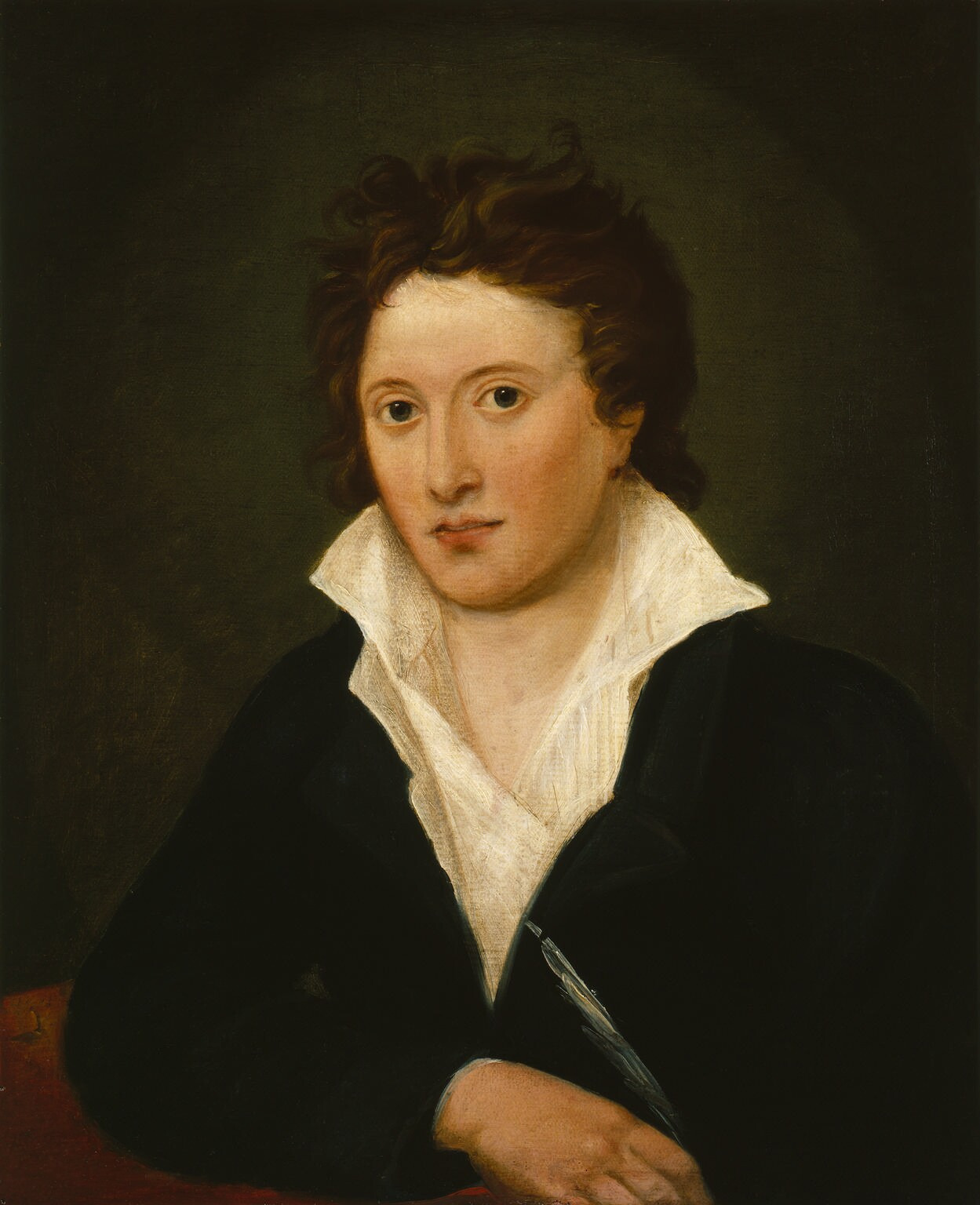
Percy Bysshe Shelley (1792-1822)

År 1812 gav Peacock ut ännu ett extensivt diktverk; The Philosophy of Melancholy, och samma år lärde han känna Percy Bysshe Shelley. I den minnesbok över Shelley han senare bidrog till berättade han att han träffade Shelley för första gången strax innan denne begav sig till Tanyrallt, dit Shelley begav sig från London i november 1812. Thomas Hookham, som var den förläggare som gav ut samtliga Peacocks tidiga verk, var den som introducerade dem. Hookham hade skickat en kopia av The Genius of the Thames till Shelley, och i  Shelley Memorials, finns ett brev återgivet, daterat den 18 augusti 1812, där Shelley utgjuter sig om verkets poetiska kvaliteter, och på samma överdrivna sätt även kritiserar vad han uppfattar som en missriktad form av patriotism hos författaren. De båda poeterna blev därefter bekanta, och utvecklade en nära vänskap som kom att ha inflytande över Shelleys författarskap, både före och efter hans död.
Härefter följer några år då historien enbart kan finna källor om Peacocks liv som är förknippade med Shelley. Vintern 1813 följer Peacock med Shelley och dennes hustru Harriet till Edinburgh; hela vintern 1814-1815 är han en daglig besökare hemma hos Shelley och dennes älskarinna Mary (senare Mary Shelley) i deras londonvåning. År 1815 följer han med dem på en resa till Themsens mynning. "Han förefallaer vara en lättjefull man, ja han erkänner själv att han är det på somrarna. Han medger att han inte kan ägna sig åt studier utan anser att det är mer välgörande för honom som människa att helt och fullt ägna sig åt årstidens skönhet medan den varar, han kan bara vara lycklig om han får vistas i naturern från morgon till kväll", skriver Marys styvsyster Claire Clairmont. Vintern 1815 - 1816 promenerade Peacock ofta från Marlow där han själv slagit sig ner, till våningen Shelley hyrde i Bishopsgate. Där mötte han Hoggs och tillsammans tillbringade de en vinter då de njöt av att studera grekisk kultur och historia. Dessa klassiska studiers betydelse för Shelley kan knappast överskattas. Inflytandet över Shelleys arbete blir kontinuerligt tydligare under resten av hans verksamma liv. Det morbida, det fantastiska och det polemiska förskjuts ur hans verk och poeten som började sin bana starkt influerad av den tyska romantiken övergår istället till att skriva poesi inspirerad av hellenismen, i likhet med John Keats och Walter Savage Landor.
År 1815 skriver Peacock Headlong Hall som publiceras året därpå. Det är detta verk som först förtjänar Peacock en plats i litteraturhistorien, en plats som hans senare verk knappast förändrar då hans stil förblir densamma, förutom att han blir en smula stillsammare i sin idealism till följd av ökat välstånd och växande livserfarenhet. 
Shelley åkte utomlands år 1816, och det verkar som om det var Peacock som fick i uppdrag att finna familjen Shelley ett nytt hem i London inför deras återkomst. Han lyckades skaffa en våning i närheten av sitt eget hem i Great Marlow. Romanen Melincourt gavs ut vid denna tidpunkt, och författaren arbetade även på verken Nightmare Abbey och Rhododaphne. Innan dessa verk publicerades år 1818 hade Shelley gett sig iväg utomlands igen, och han och Peacock träffades aldrig mer.

## East India Company
Den 13 januari 1819 skriver Peacock; "Jag tillbringar varje morgon på India House, från klockan halv elva till klockan halv fem, med att studera Indien. Jag har ännu inte nått mitt mål, även om jag är säker på att jag kommer att göra det. Det var inte egentligen min egen idé, utan jag fick ett förslag. Det kommer att leda till en mycket god inkomst åt mig inom några år. Det handlar inte om en vanlig kontorsanställning, utan om en uppgift av långt mer spännande och intellektuellt slag. Det handlar om ekonomi och lagstiftning, och kan leda till att jag kan vara till tjänst, inte bara för företaget, utan även för de miljoner människor som påverkas av det". Det förefaller som om  British East India Company hade kommit till den slutsatsen att deras personal var alltför kontorsinriktad, och de ville utöka och bredda sig genom att anställa en annan sorts personer, med exceptionella kreativa egenskaper, såsom James Mill.
Mills lön uppgick till £800 om året, det är inte känt om Peacock tjänade lika mycket. Dennes anställning ska ha varit ett resultat av påtryckningar från Peter Auber, som var en historiker anställd av företaget och även en gammal skolkamrat till Peacock. Mill anställdes direkt, medan Peacock förefaller först ha fått en form av provanställning. De första texter han skrev åt företaget kom dock tillbaka med den berömmande kommentaren "Nothing superfluous, and nothing wanting". (Inget överflödigt, inget saknas".)
Via Hogg framgår det att det var den 1 juli 1819 som Peacock för första gången sov i "ett hus på Stamford Street, nr 18, som han, precis som man kan vänta av en republikan, inrett väldigt tjusigt".
År 1820 gifte sig Peacock med Jane Griffith eller Gryffydh. I sin Letter to Maria Gisborne, kallar Shelley Jane "the milk-white Snowdonian Antelope."  Peacock och hans hustru fick tre döttrar. En av dessa, Mary Ellen, kom att gifta sig med författaren George Meredith i augusti 1849.  Jane Peacock dog år 1865.
Romanen Maid Marian som Peacock påbörjat år 1818 publicerades år 1822. Romanen dramatiserades inom kort framgångsrikt av James Robinson Planché, och kom sedan även att översättas till franska och tyska. Vid det här laget tjänade Peacock £1000 om året, och år 1823 köpte han det hus i Lower Halliford som sedan förblev hans bostad fram till hans död. År 1829 kom romanen The Misfortunes of Elphin, den följdes upp år 1831 av Crotchet Castle, det mest mogna och karaktäristiska av alla hans verk.
År 1836 kröntes hans karriär vid East India Company i och med att han blev utnämnd till Chief Examiner of Indian Correspondence, då James Mill avsade sig denna post. Tjänsten gick ut på att upprätta offentliga dokument, vilket var ett mycket grannlaga och litterärt uppdrag, och kritikerna menar att Peacock står sig väl i jämförelse både med sin företrädare, och sin ännu mer berömde efterträdare på posten, författaren och filosofen John Stuart Mill.
Peacock har gett en spännande och komisk glimt av sitt arbete vid East India Company;
A DAY AT THE INDIA HOUSE
From ten to eleven, have breakfast for seven;
From eleven to noon, think you've come too soon;
From twelve to one, think what's to be done;
From one to two, find nothing to do;
From two to three, think it will be
A very great bore to stay till four.
(EN DAG I INDIA HOUSE; Från tio till elva, äta frukost för sju; Från elva till middag, tänka att man kommit för tidigt; Från tolv till ett, tänka på vad som måste göras; Från ett till två, inte komma på vad du ska göra; Från två till tre, tänka att det kommer att bli; Fruktansvärt tråkigt att bli kvar till klockan fyra:)

## Senare liv
På grund av sitt krävande arbete tvingades Peacock under många år dra ner på sitt författarskap, han ägnade sig främst åt att skriva recensioner i Examiner, och av och till en artikel åt Westminster Review eller Bentley's Miscellany
År 1837 publicerades Headlong Hall, Nightmare Abbey, Maid Marian, och Crotchet Castle i en samlingsvolym för Bentley's Standard Novels. Kring år 1852 fick Peacock åter tid och lust åt att skriva igen, och han inledde en serie bidrag till Fraser's Magazine med en mycket intressant omskrivning av den romerska komedin Querolus.
Peacock hade dragit sig tillbaka från India House med en bra pension år 1856. Under år 1860 publicerades hans sista roman Gryll Grange som följetong i Fraser's Magazine.
Peacock dog i Lower Halliford, den 23 januari 1866, till följd av skador han ådragit sig i en eldsvåda då han försökt rädda sitt bibliotek. Han ligger begravd i Shepperton. Hans dotterdotter kom ihåg honom så här:
"Min morfar var alltid en välkommen gäst, hans vänliga sätt, uppskattning av esprit och humor, och det roande sätt på vilket han berättade historier gjorde honom till en förtjusansde bekantskap. Han var alltid så gladlynt och lustig att hans vänner och bekanta kallade honom den "skrattande filosofen", och jag uppfattade honom som en sann epikuré. I sitt arbete var morfar rak och hederlig, men när han blev äldre tyckte han allt mer illa om allting som han inte verkligen uppskattade, vilket fick honom att vilja dra sig tillbaka från sin tjänst".

## Verk
Peacock är mest känd i litteraturhistorien för sina satiriska verk. Att han aldrig blivit populär hos en större publik beror främst på att hans verk är mycket intellektuella och därmed en smula svåra att ta till sig för en bredare allmänhet. Hans romaner saknar även de drag som vanligtvis gör dem lättillgängliga; hans berättelser saknar handling, psukologiska beskrivningar och karaktärer med djup. Personerna i hans verk är bara marionetter, vars funktion är att personifiera egenskaper såsom skönhet eller grace.
Hans komedier är skrivna i aristotelisk form, och delar dennes svagheter såväl som styrkor.

### Romaner
- Headlong Hall (publicerad 1815 men daterad 1816)
- Melincourt (1817)
- Nightmare Abbey (1818)
- Maid Marian (1822)
- The Misfortunes of Elphin (1829)
- Crotchet Castle (1831)
- Gryll Grange (1861)

### Poesi
- The Monks of St. Mark (1804?)
- Palmyra and other Poems (1805)
- The Genius of the Thames: a Lyrical Poem (1810)
- The Genius of the Thames Palmyra and other Poems (1812)
- The Philosophy of Melancholy (1812)
- Sir Hornbook, or Childe Launcelot's Expedition (1813)
- Sir Proteus: a Satirical Ballad (1814)
- The Round Table, or King Arthur's Feast (1817)
- Rhododaphne: or the Thessalian Spirit (1818)
- Paper Money Lyrics (1837)

### Essäer
- The Four Ages of Poetry (1820)
- Recollections of Childhood: The Abbey House (1837)
- Memoirs of Shelley (1858-60)
- The Last Day of Windsor Forest (1887)
- Prospectus: Classical Education

### Dramatik
- The Three Doctors
- The Dilettanti
- Gl'Ingannati, or The Deceived

### Ofullbordade verk
- Satyrane (ca. 1816)
- Calidore (ca. 1816)
- The Pilgrim of Provence (ca. 1826)
- The Lord of the Hills (ca. 1835)
- Julia Procula (ca. 1850)
- A Story Opening at Chertsey (ca. 1850)
- A Story of a Mansion among the Chiltern Hills (ca. 1859)
- Boozabowt Abbey (ca. 1859)
- Cotswald Chace (ca. 1860)